# Languidi baci... perfide carezze
Languidi baci... perfide carezze è un film italiano del 1976 diretto da Alfredo Angeli.

## Trama
Quattro dame di carità sono impegnate a portare doni e assistenza spirituale ai poveri, nelle borgate romane, negli ospedali e nelle carceri. Proprio in carcere la più giovane e bella delle quattro, Elena, incontra Orfeo Scardamazzi, detenuto per piccoli furti, e lo prende in simpatia. Durante una rivolta carceraria, Orfeo riesce a evadere in maniera del tutto fortuita, e cerca scampo nella lussuosa villa della stessa Elena, che lo nasconde in soffitta.
A poco a poco Orfeo, dal suo nascondiglio, viene in contatto con il mondo dei ricchi rappresentato da Elena e dal suo scialbo marito, un affermato chirurgo di nome Fabio, e ne scopre lo stile di vita agiato e formalmente improntato al cattolicesimo, ma anche le ipocrisie e i pregiudizi. Nel frattempo fra lui e la donna nasce un'ambigua relazione che mescola attrazione e ripulse, tanto che alla fine Elena stessa, prendendo alla lettera quanto le dice il suo confessore, cerca di sbarazzarsi di lui e prova a ucciderlo.
Tuttavia, è proprio Orfeo che, dopo aver causato la morte di un cugino seminarista e delle amiche dame di carità, uccide a fucilate la sua amante insieme al marito. Rimasto solo nella villa con i domestici, il ladruncolo familiarizza con l'anziana tata, che dal canto suo afferma di non essere affatto addolorata per la morte dei padroni.

## Musica
La colonna sonora del film è composta dai fratelli Guido e Maurizio De Angelis, duo musicale noto anche come Oliver Onions.
Il brano L'ultimo valzer verrà riutilizzato dai fratelli De Angelis anche come parte della colonna sonora dei film Uno sceriffo extraterrestre... poco extra e molto terrestre (1978) e del suo seguito Chissà perché... capitano tutte a me (1980), entrambi aventi come protagonista Bud Spencer.
Nel film sono presenti anche due riarrangiamenti de L'ultimo valzer, ovvero Orfeide cantata da una donna in stile pseudo-lirico (il tema d'apertura del film) e Sono un uomo semplice con i peli sul petto, cantata da Gigi Proietti, che è il tema di chiusura del film.
Nel film è presente anche il brano Stasera che sera dei Matia Bazar.